# 小青杨
小青杨（学名：Populus pseudo-simonii）为杨柳科杨属的植物，为中国的特有植物。分布于中国大陆的内蒙古、辽宁、河北、甘肃、四川、山西、黑龙江、陕西、吉林、青海等地，生长于海拔2,300米的地区，常生于山坡、山沟以及河流两岸。

## 异名
- Populus pseudosimonii Kitag. var. patula T. Y. Sun